# ダッジ・WC
ダッジ WC（Dodge WC）は、第二次世界大戦時にアメリカ合衆国で開発、運用された、小型～中型の軍用車両シリーズの総称である。ダッジWCシリーズとも呼称される。
WCは、この車両シリーズを開発したダッジ社内の開発コードで、Wは1941年を表し、Cは0.5トン単位の規格である事を表している。この車両シリーズを総称して、ダッジ ウェポンキャリア（Dodge Weapons Carrier）と呼称される事も多いが、WCはWeapons Carrierの略では無い。
ダッジWCシリーズは、大戦中、アメリカ軍を代表する小型軍用車両として活躍した”ジープ"よりも一回り大きな車格を生かし、装備品輸送型（ウェポンキャリア型）の他、兵員輸送車、救急車、偵察車、対戦車自走砲型など、複数のバリエーションが開発され、総計で36万両以上が生産された。

## 概要
ダッジ社は1914年に独立して以来、小型トラックの生産を行ってきた。1917年の第一次世界大戦時にはアメリカ軍に輸送用トラックを供給し、その性能を高く評価された。第二次世界大戦が始まった1939年には、新型の積載量1/2トンサイズの軍用車両のプロトタイプを開発し、1940年にVCシリーズとして生産を開始した。
1941年になると、WCシリーズとして改良された1/2トンシリーズの車両の生産が開始された。これらの車両は多数のサブタイプがあり、VCシリーズを置き換えていった。WCの1/2トンシリーズは、1941年～42年に掛けて生産され、WC-1からWC-50まで計50種類のモデル名が存在し、総計79,771両が生産された。
1942年になると、改良された積載量3/4トンシリーズの生産が開始された。1/2トンシリーズと同じ4輪駆動で、1/2トンシリーズと80％の部品互換性を有していた。3/4トンシリーズではモデル数が整理されており、WC-51からWC61まで、およびWC-64の、計12種類となった。終戦まで生産が続けられ、各モデルの総生産数は260,403両となった（これらの内、ウェポンキャリア型のWC-51、WC-52だけで、182,655両を生産している）。
また、WC-51の車体設計をベースにシャーシを延長し、6輪駆動とした積載量1.5トンの輸送トラックが開発され、WC-62、WC-63のモデル名で、23,092両が生産された。

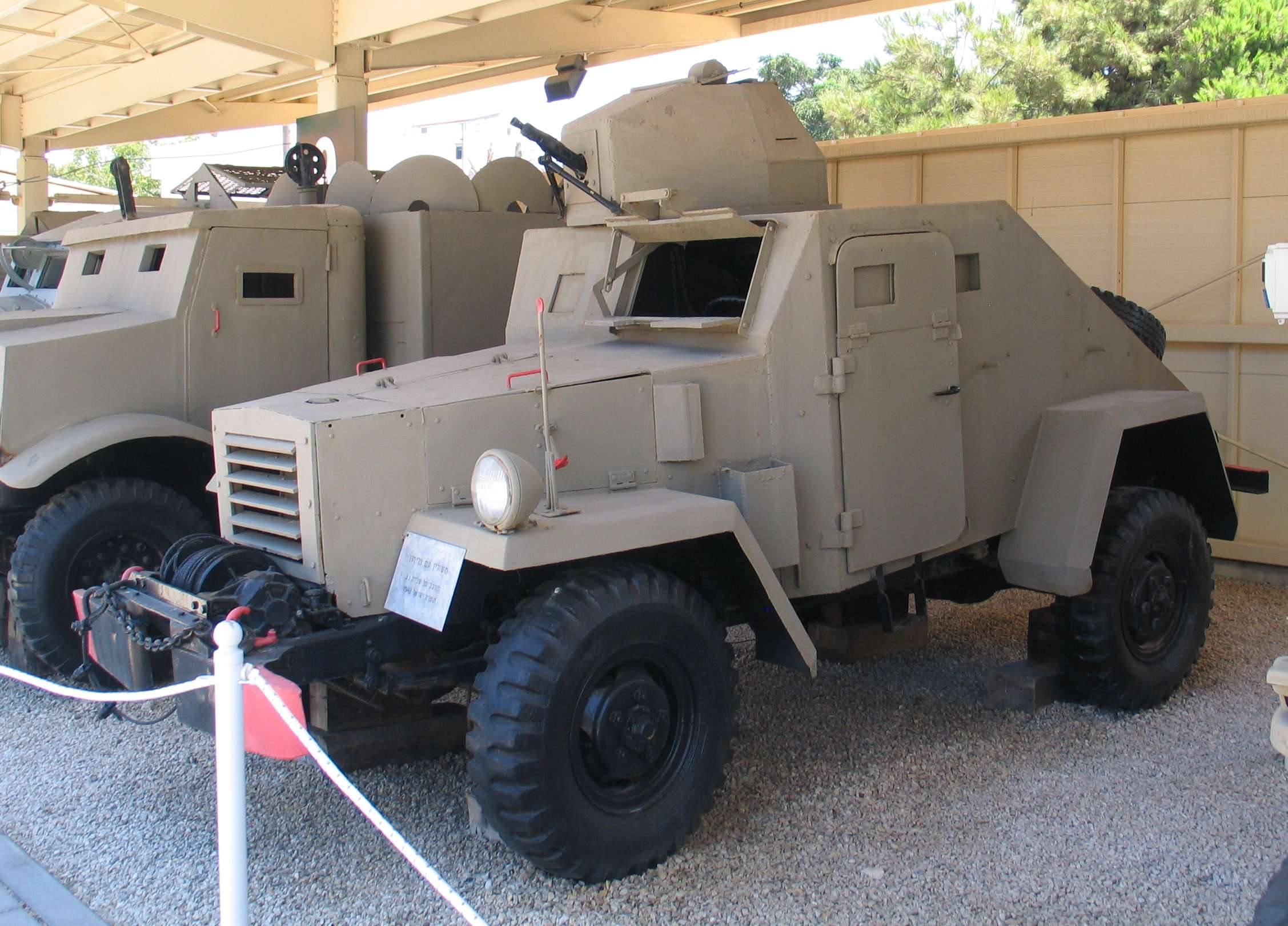
イスラエル国防軍で改造されたダッジ バンビ装甲車

3/4トンおよび1.5トンシリーズの車両は朝鮮戦争の頃までアメリカ軍で使用され、その後、後継のM37シリーズ3/4トン車に更新されていった。友好国に供与あるいは輸出された車両は、多くの国で戦後も長く活躍した。
また、戦後にダッジWCシリーズをベースに民間市販型の4輪駆動ピックアップトラックシリーズがダッジ パワーワゴンとして発売された。
日本の陸上自衛隊にも、1950年代にWC-51が供与され、「ウェポンキャリア」と呼ばれて使用されていた。
イスラエル国防軍では、第一次中東戦争の際に、WC-51あるいはWC-52の車体に装甲を施し、旋回式の銃塔を設け、ドイツ製のMG34機関銃を銃塔と助手席に装備して、「ダッジ バンビ」（Dodge Bambi）と呼んで使用した。
尚、アメリカ陸軍武器科の補給品カタログにおいて用いられる命名法システムでは、WC 1/2トンシリーズはG505、WC 3/4トンシリーズはG502、WC 1.5トンシリーズはG507、として参照される。

## 形式
前述のようにダッジWCシリーズには、多数のモデル名が存在する。これらは、車両の用途の他、搭載されるエンジンの形式や、フロント部分のウィンチの有無、などにより区別されている。

### 1/2tシリーズ

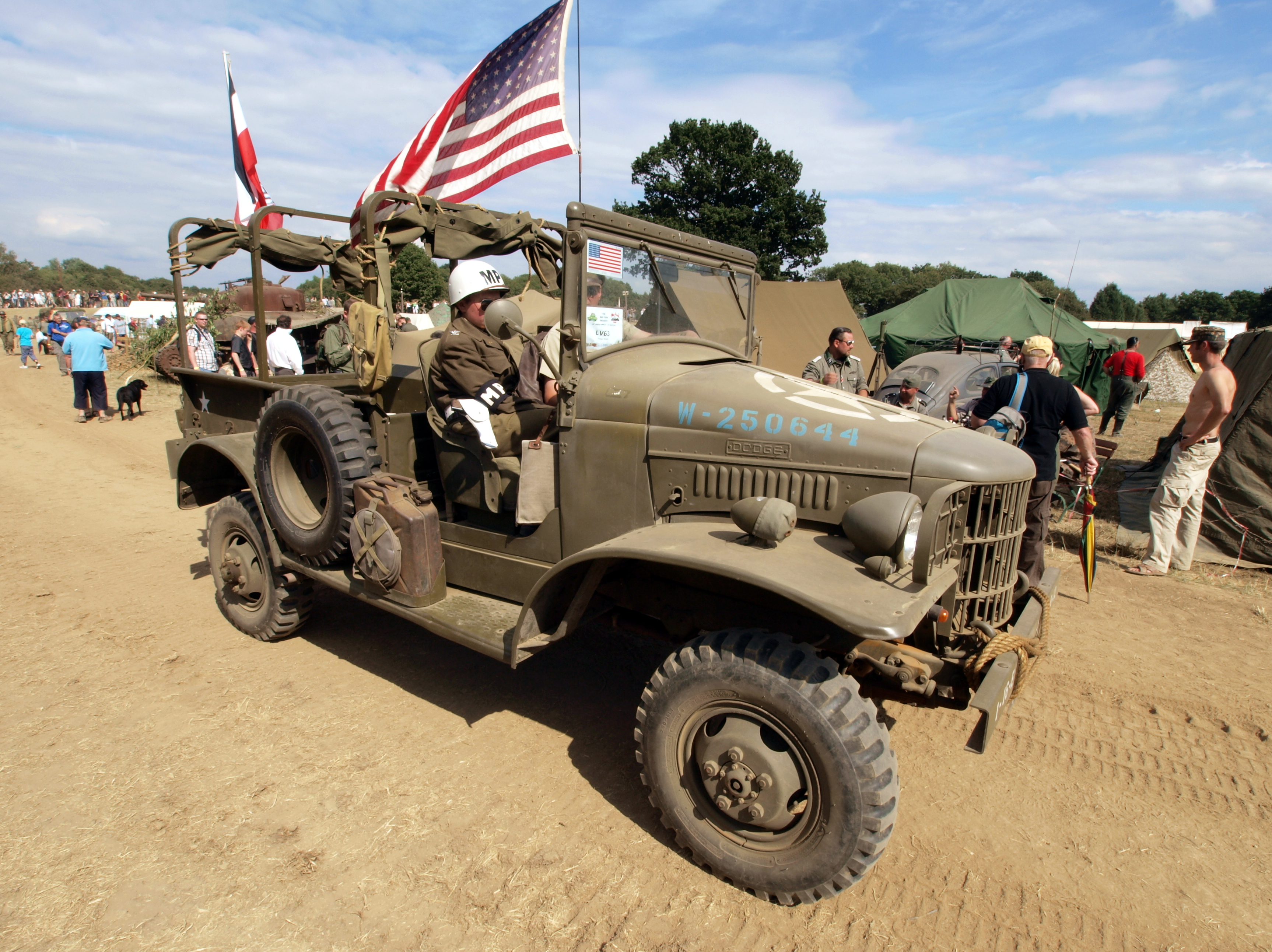
WC-3

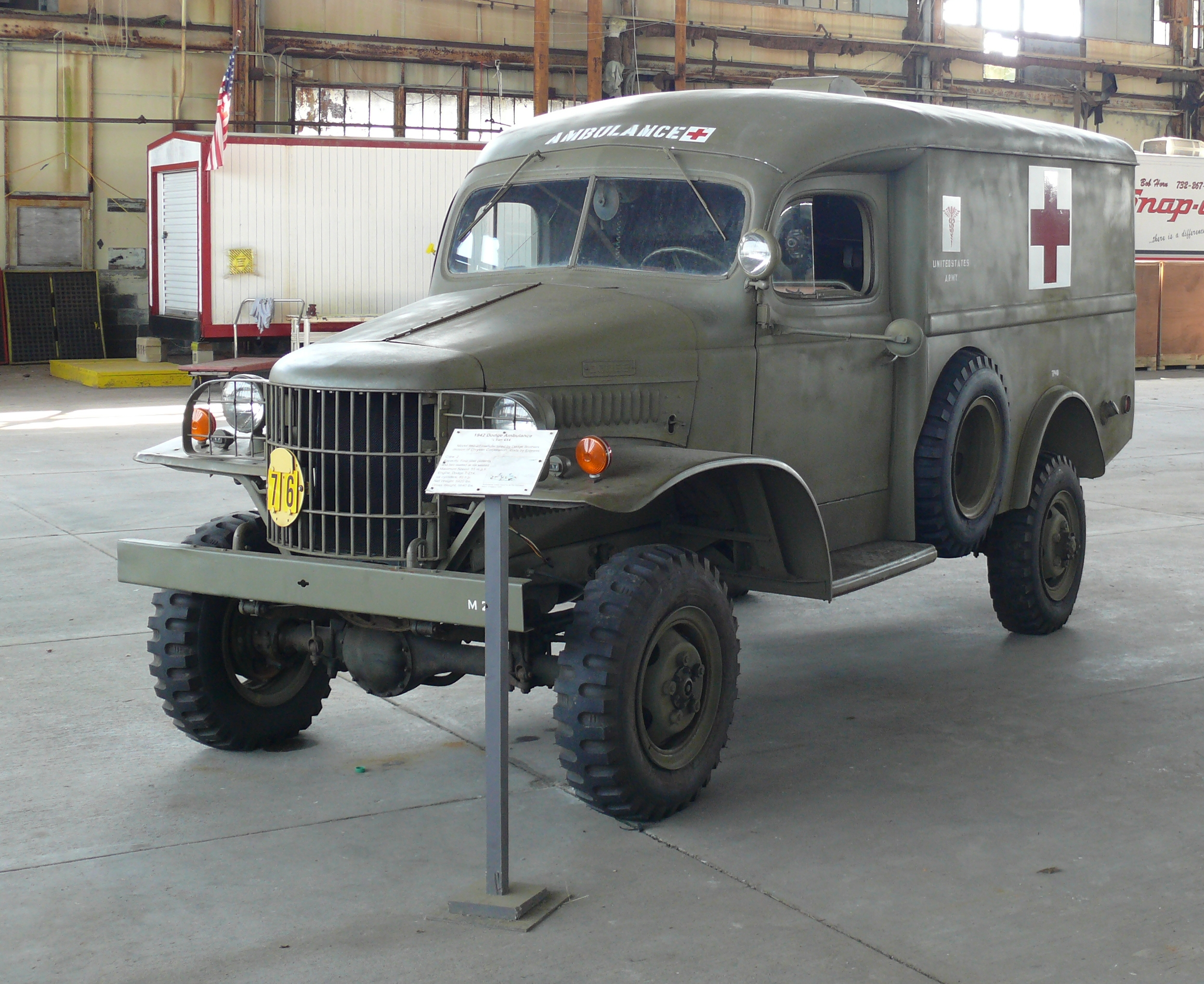
WC-27

1941年から1942年にかけて生産された。T207、T211、T215、とエンジンの種類が変遷している。T112エンジンを搭載した2輪駆動モデルも存在する。
WC-1、WC-5、WC-12、WC-14、WC-38、WC-40、WC-47
キャブがハードトップで、荷台がソフトトップのピックアップトラック型。ウィンチは未装備。
WC-1
エンジンはT207。兵員用シートを装備する。2573両生産。
WC-5
エンジンはT207。兵員用シートが未装備。60両のみ生産。
WC-12
エンジンはT211。兵員用シートを装備する。6047両生産。
WC-14
エンジンはT211。兵員用シートを装備する。268両生産。
WC-38
エンジンはT112で、2輪駆動。兵員用シートを装備する。362両生産。
WC-40
エンジンはT215。兵員用ベンチシートを装備する。275両生産。
WC-47
エンジンはT112で、2輪駆動。兵員用シートを装備する。390両生産。
WC-3、WC-4、WC-13、WC-21、WC-22
キャブがソフトトップで、荷台がオープントップのウェポンキャリア型。ウィンチを装備したタイプがある。
WC-3
エンジンはT207。ウィンチは未装備。車体に対し横向きに兵員用シートを有する。7808両生産。
WC-4
エンジンはT207。ウィンチを装備。車体に対し横向きに兵員用シートを有する。5570両生産。WC-3のウィンチ装備型に相当する。
WC-13
エンジンはT211。ウィンチは未装備。兵員用バケットシートを有する。4019両生産。
WC-21
エンジンはT215。ウィンチは未装備。車体に対し横向きに兵員用シートを有する。14287両生産。
WC-22
エンジンはT215。ウィンチを装備。車体に対し横向きに兵員用シートを有する。1900両生産。WC-21のウィンチ装備型に相当する。
WC-6、WC-7、WC-8、WC-15、WC-16、WC-23、WC-24、WC-25
指揮車両／偵察車型。後部座席を有する、ソフトトップの乗用車型である。ウィンチあるいは無線機を装備したタイプがある。
WC-6
エンジンはT207。ウィンチは未装備。9365両生産。
WC-7
エンジンはT207。ウィンチを装備。1438両生産。WC-6のウィンチ装備型に相当する。
WC-8
エンジンはT207。ウィンチは未装備で、無線機を搭載。548両生産。WC-6の無線機装備型に相当する。
WC-15
エンジンはT211。ウィンチは未装備。3980両生産。
WC-16
エンジンはT211。ウィンチは未装備。無線機を搭載。1284両生産。WC-15の無線機装備型に相当する。
WC-23
エンジンはT215。ウィンチは未装備。2637両生産。
WC-24
エンジンはT215。ウィンチを装備。1412両生産。WC-23のウィンチ装備型に相当する。
WC-25
エンジンはT215。ウィンチは未装備で、無線機を搭載。1630両生産。WC-23の無線機装備型に相当する。
WC-9、WC-18、WC-27
ハードトップの野戦救急型車。ウィンチは未装備。
WC-9
エンジンはT207。2288両生産。
WC-18
エンジンはT211。1555両生産。
WC-27
エンジンはT215。2579両生産。
WC-10、WC-17、WC-26、WC-36、WC-48
ハードトップのキャリーオールトラック型。外観的にはハードトップの乗用車タイプで、後部にサイドウィンドウがある。ウィンチは未装備。
WC-10
エンジンはT207。1643両生産。
WC-17
エンジンはT211。274両生産。
WC-26
エンジンはT215。2900両生産。
WC-36
エンジンはT112で、2輪駆動。400両生産。
WC-48
エンジンはT112で、2輪駆動。374両生産。
WC-11、WC-19、WC-42
ハードトップのパネルトラック型。外観的にはハードトップの乗用車タイプで、後部のサイドウィンドウが無い。ウィンチは未装備。
WC-11
エンジンはT207。353両生産。
WC-19
エンジンはT211。103両生産。
WC-42
エンジンはT215。パネルトラック型の無線機搭載車。650両生産。
WC-37
エンジンはT112で、2輪駆動。6両のみ生産。
WC-49
エンジンはT112で、2輪駆動。8両のみ生産。
WC-20、WC-41
キャブはハードトップ。後部ボディーが未装備で、終了用の予備部品搭載の修理/工兵型。ウィンチは未装備。
WC-20、WC-41
エンジンはT211。30両生産。
WC-41
エンジンはT215。383両生産。
WC-39、WC-43、WC-50
電話線の修理設備を有する工兵型。ウィンチは未装備。
WC-39
エンジンはT112で、2輪駆動。電話線の修理設備を有する工兵型。1両のみ生産。
WC-43
エンジンはT215。電話線の修理設備を有する工兵型。370両生産。
WC-50
エンジンはT112で、2輪駆動。電話線の修理設備を有する工兵型。1両のみ生産。

### 3/4tシリーズ

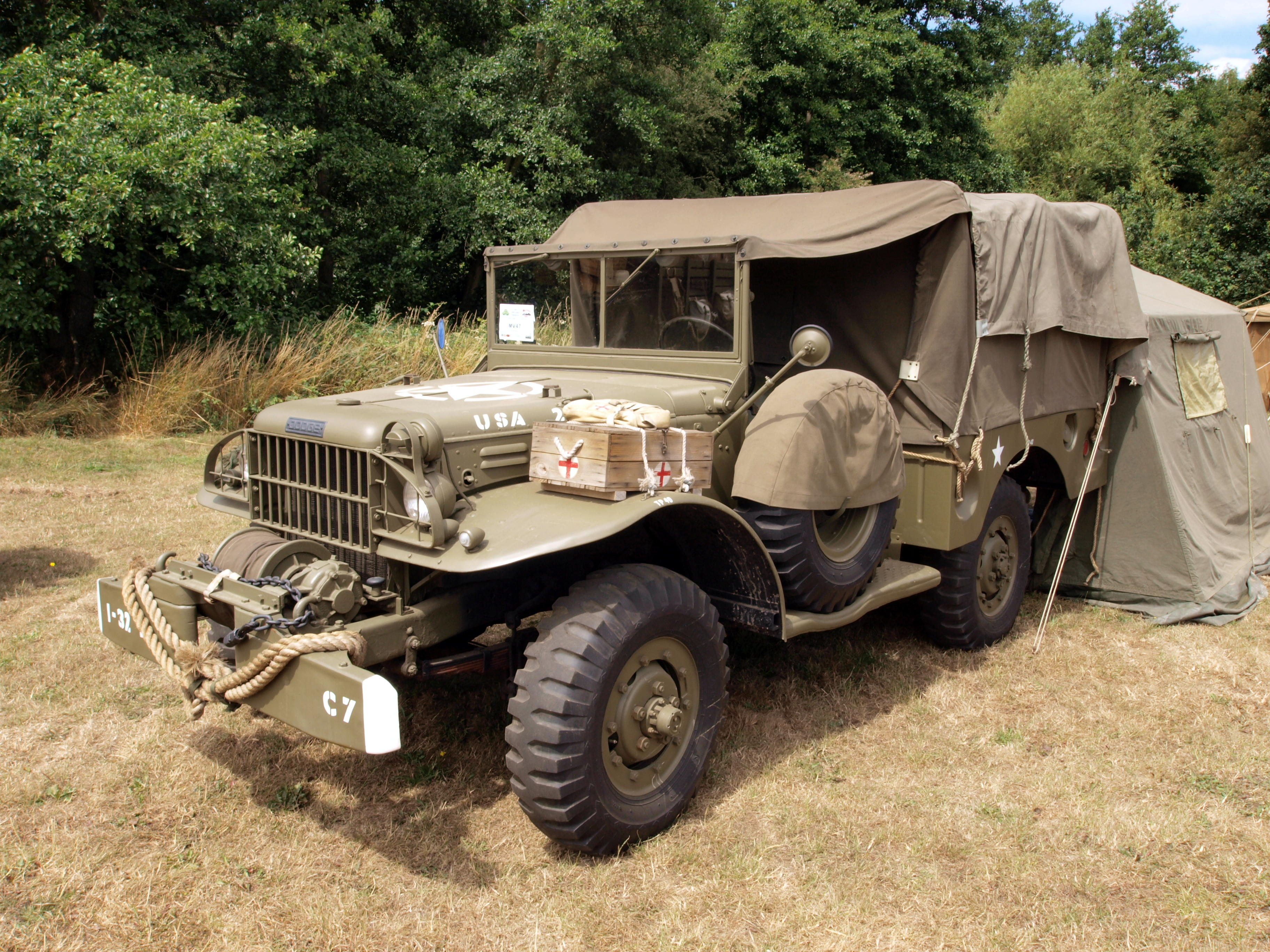
WC-52 ウェポンキャリア

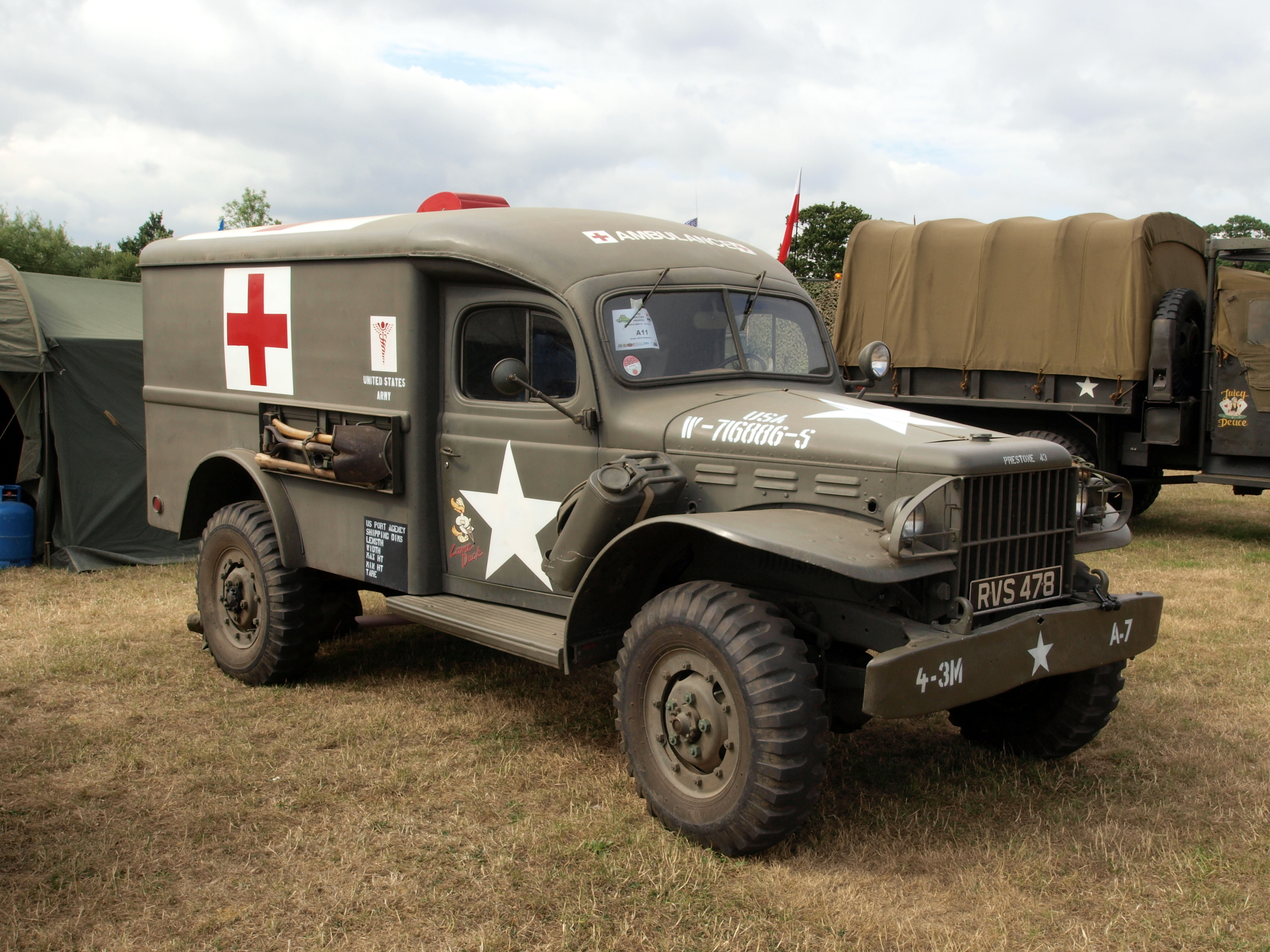
WC-54 野戦救急車

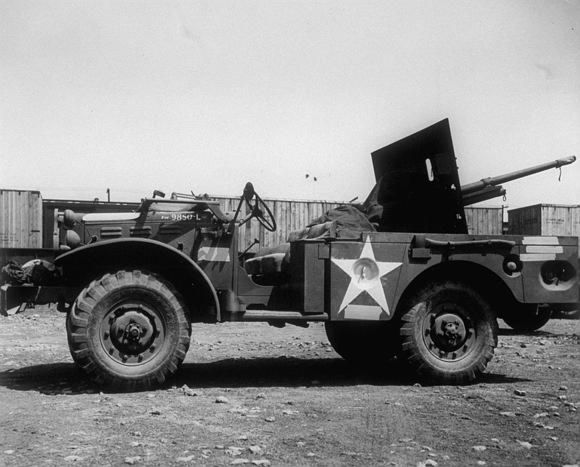
WC-55（M6 GMC）

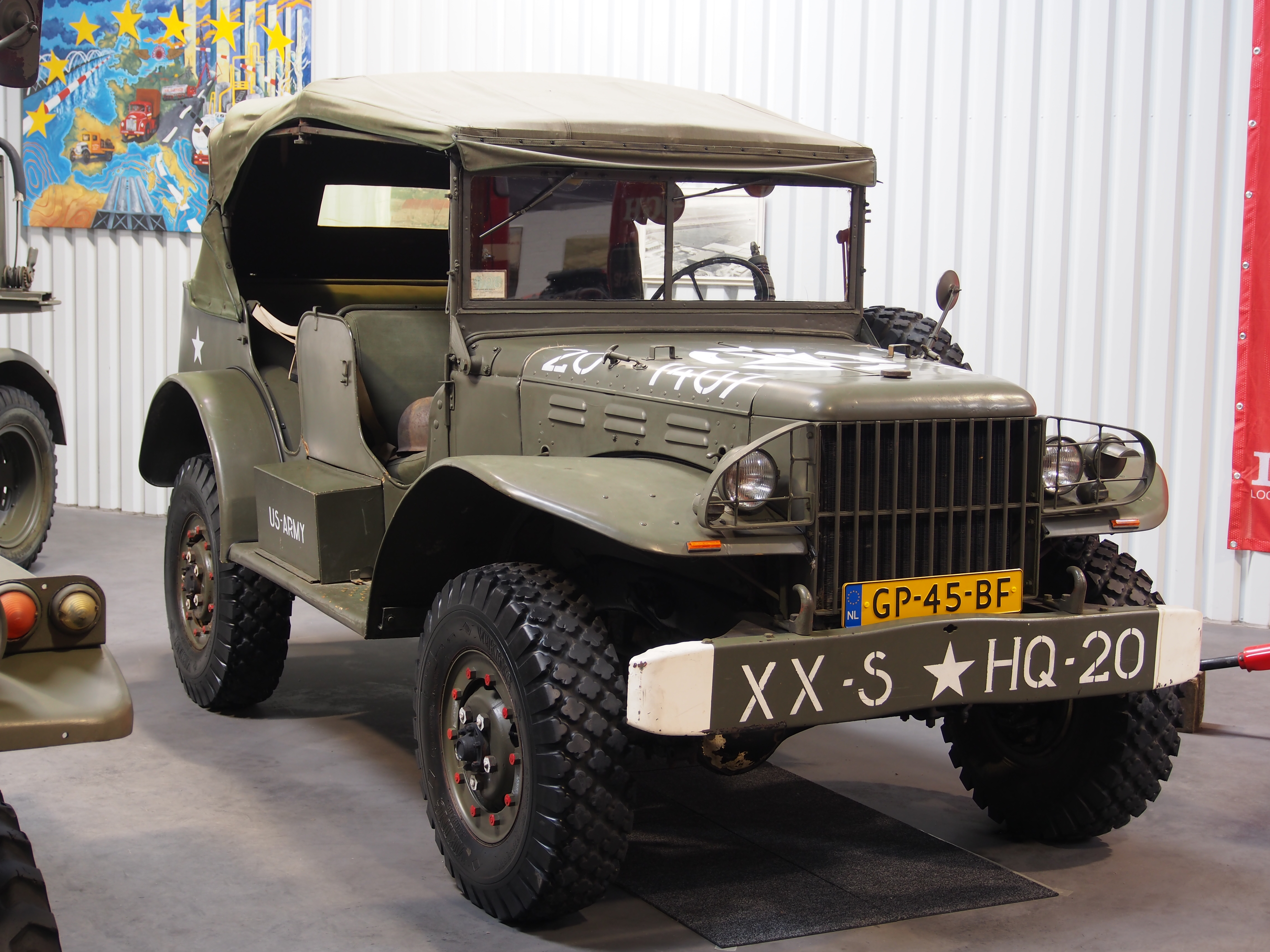
WC-56

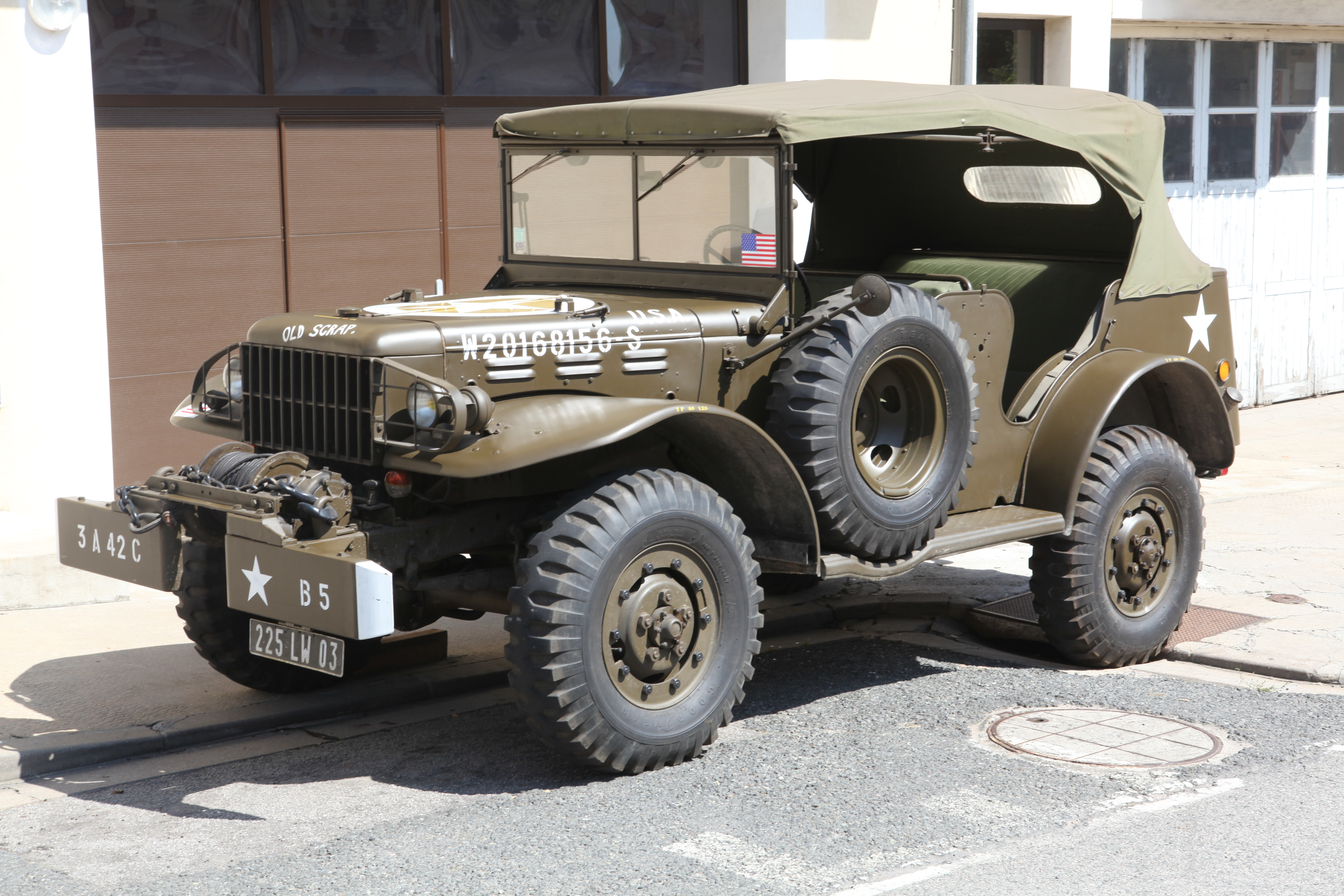
WC-57

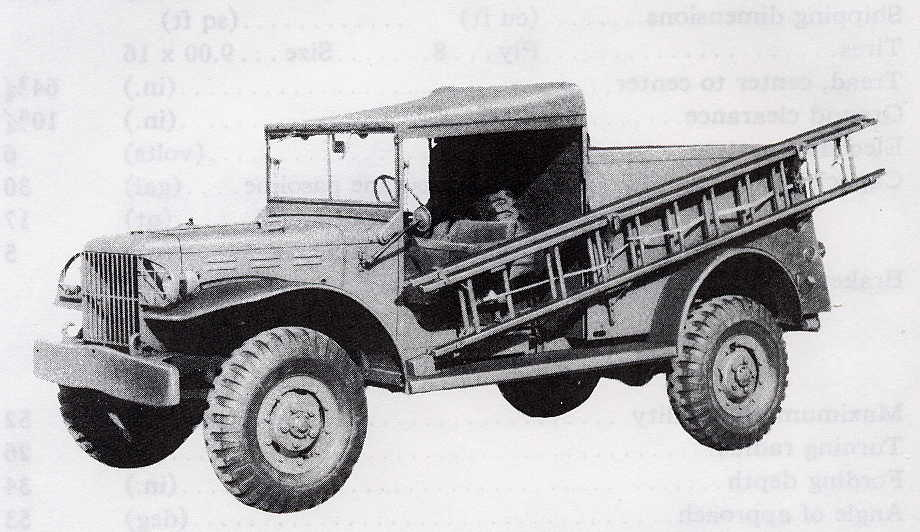
WC-59

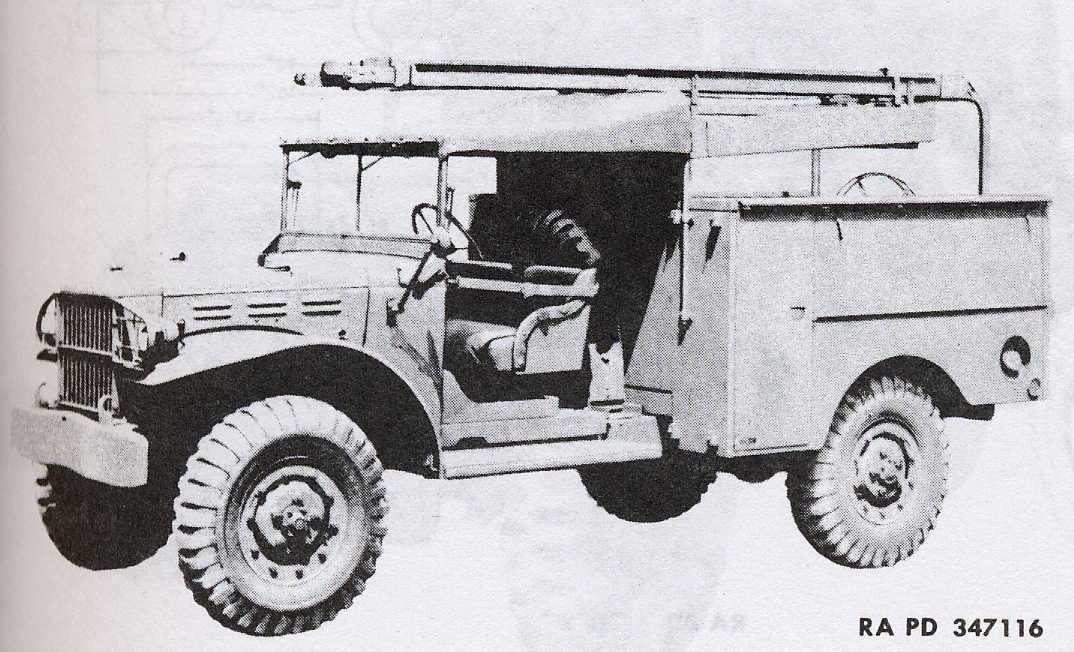
WC-61

1942年から生産された改良型で、エンジンはT214。総計26万両以上が生産された、主生産型。

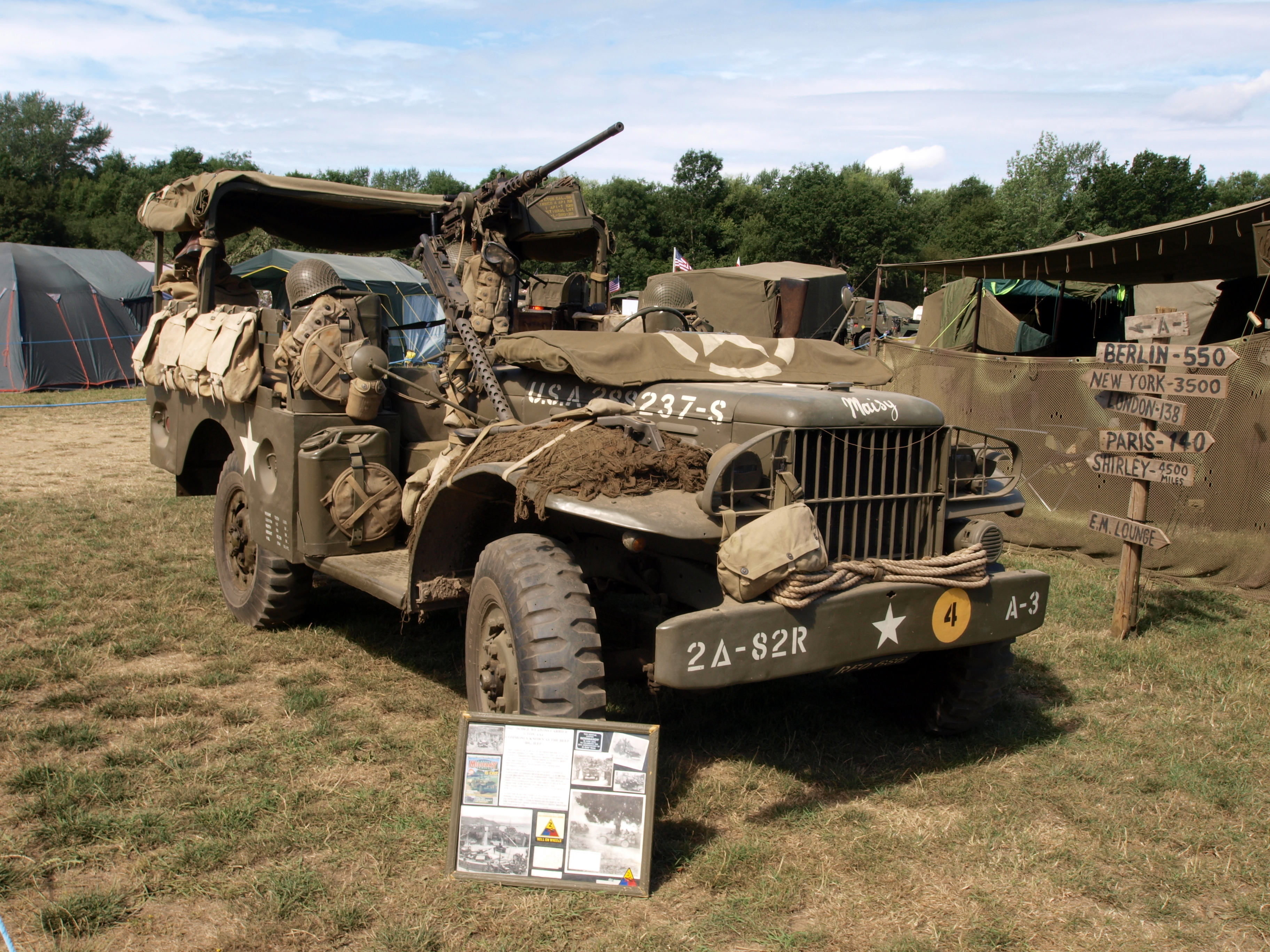
WC-51 ウェポンキャリア

WC-51
ウィンチは未装備。オープントップのウェポンキャリア型。荷台部に車体に対し縦方向に兵員用ベンチシートを有する。123,541両生産。WC-21の後継車種に相当。ビープ（Beep）のニックネームで呼ばれる事もある。
WC-52
ウィンチを装備。オープントップのウェポンキャリア型。荷台部に車体に対し縦方向に兵員用ベンチシートを有する。59,114両生産。WC-51のウィンチ装備型に相当する。WC-22の後継車種に相当。ビープ（Beep）のニックネームで呼ばれる事もある。

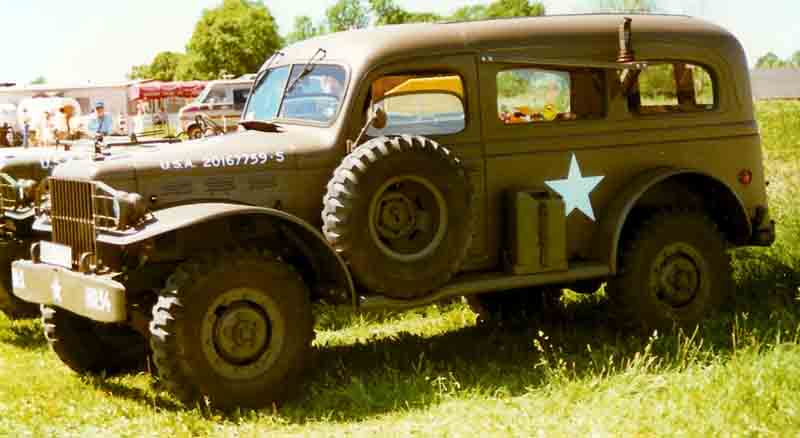
WC-53
ウィンチは未装備。ハードトップのキャリーオールトラック型。外観的にはハードトップの乗用車タイプで、後部にサイドウィンドウがある。8,400両生産。WC-26の後継車種に相当。
WC-54
ウィンチは未装備。ハードトップの野戦救急車型。29,502両生産。WC-27の後継車種に相当。
WC-55
GMC（Gun Motor Carriage）、自走対戦車砲型。WC-51またはWC-52の荷台にM3 37mm砲を搭載した車両で、M6 GMCとして制式化された。5,380両生産。
WC-56
ウィンチは未装備。指揮車両／偵察車型。後部座席を有する、ソフトトップの乗用車型。21,156両生産。WC-23の後継車種に相当。
WC-57
ウィンチを装備。指揮車両／偵察車型。後部座席を有する、ソフトトップの乗用車型。6,010両生産。WC-56のウィンチ装備型に相当する。WC-24の後継車種に相当。
WC-58
ウィンチを装備。指揮車両／偵察車型。無線機装備。後部座席を有する、ソフトトップの乗用車型。2,344両生産。WC-56にウィンチと無線機を装備した型に相当する。WC-23/24の後継車種に相当。
WC-59
ウィンチは未装備。電話線の修理設備を有する工兵型。549両生産。WC-43の後継車種に相当。
WC-60
ウィンチは未装備。野戦での修理活動を行うための工兵型。WC-54と同型の車体。300両生産。WC-41の後継車種に相当。
WC-61
ウィンチは未装備。電話線の修理設備を有する工兵型。607両生産。WC-59の改良型、後継車種。
WC-64
ウィンチは未装備。ハードトップの野戦救急車型。WC-54のノックダウン生産型。3,300両生産。

### 1.5tシリーズ
WC-51をベースに車体を延長し、6輪駆動となった輸送トラック。エンジンはT223。23,092両が生産された。リングマウントを装着し、M2重機関銃を装備する事が可能。

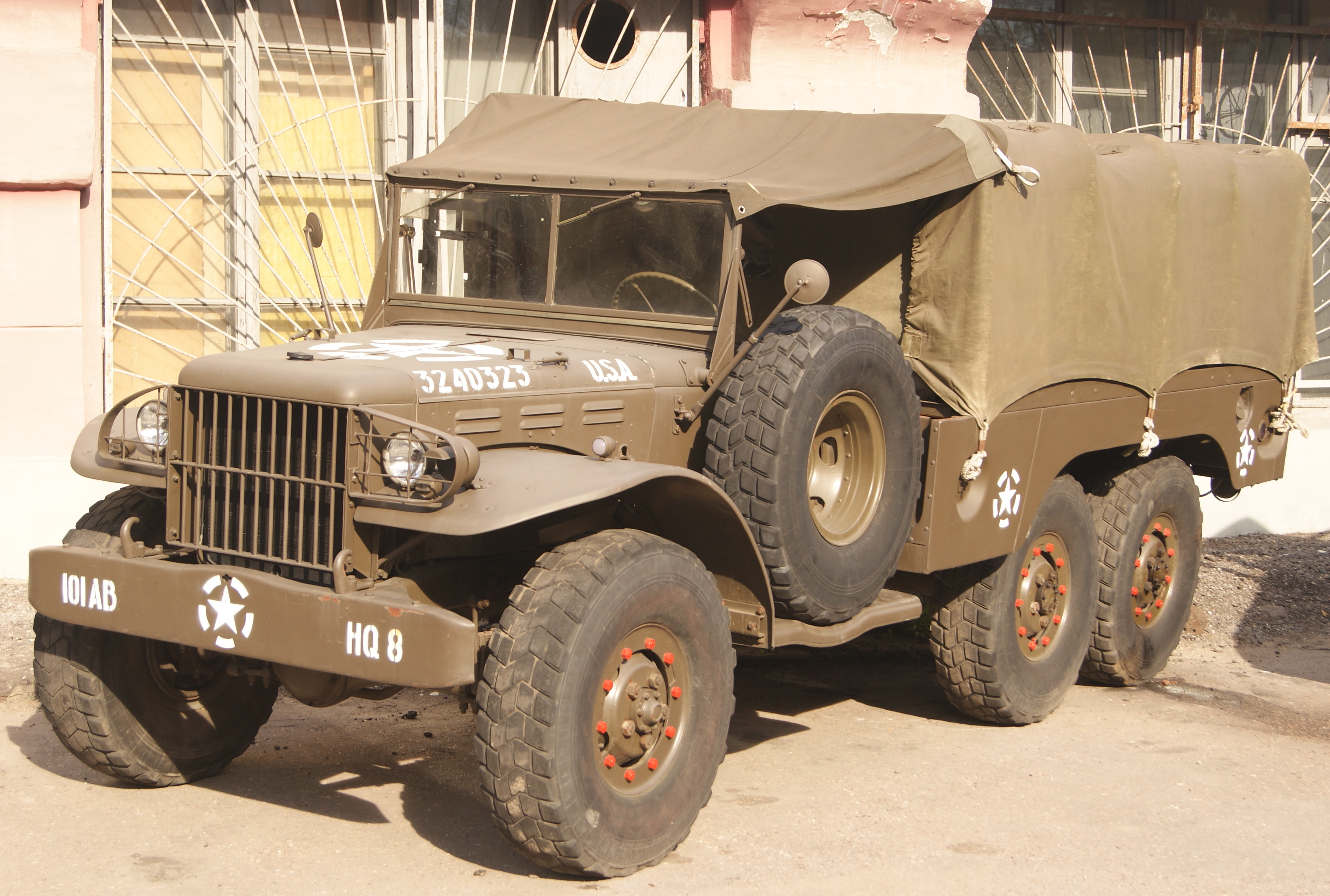
WC-62
ウィンチは未装備。荷台部に車体に対し縦方向に兵員用ベンチシートを有する。

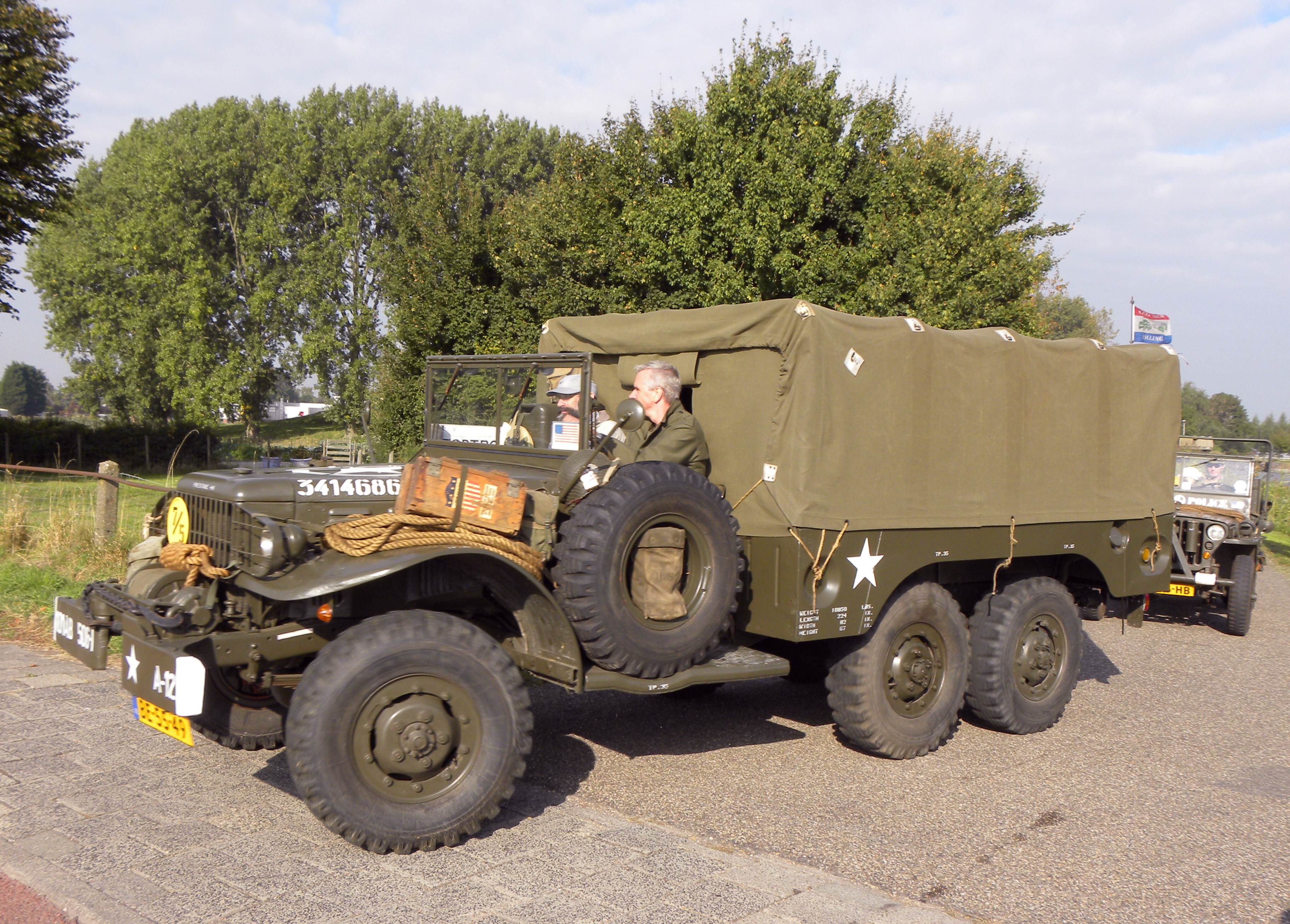
WC-63
ウィンチを装備。荷台部に車体に対し縦方向に兵員用ベンチシートを有する。